# Koperwaterstofarseniet
Koperwaterstofarseniet of Scheelesgroen (Engels: Scheele's Green) is een samengestelde stof bestaande uit koper, waterstof, arseen en zuurstof. De brutoformule van deze stof is CuHAsO3. Het heeft een geelgroene kleur en is zeer giftig. Vroeger werd koperwaterstofarseniet gebruikt voor verf als vervanger van oudere groene pigmenten die gemaakt werden van kopercarbonaat, hoewel het later weer werd vervangen door andere stoffen vanwege de toxiciteit en de instabiliteit van de kleur. Ook werd de stof gebruikt voor behang, theelichtjes en speelgoed.
De stof is chemisch gerelateerd aan koper(II)acetonarseniet (oftewel Parijsgroen).

## Geschiedenis
Koperwaterstofarseniet werd in 1775 door de Zweed Carl Wilhelm Scheele bij toeval uitgevonden, vandaar ook de naam Scheelesgroen of Scheele's groen. Het pigment stond ook wel bekend als Zweeds groen. In de 19e eeuw werd het ook geproduceerd onder de naam mineraalgroen en was in het midden van de 19e eeuw op de schildersmarkt al grotendeels verdrongen door Schweinfurtergroen.
Scheele publiceerde zijn resultaten in 1778, maar hield zijn procedé geheim om het monopolie op de stof te kunnen behouden. Tegen het eind van de 18e eeuw kwam een Duitse productie op gang. Op 10 augustus 1812 werd een Engels patent aangevraagd door William Parker en in het Verenigd Koninkrijk was de naam dan ook patent green. Scheelesgroen werd soms gebruikt als olieverfpigment, vooral in Duitsland, maar de hoofdtoepassing was voor het kleuren van behang en garen. Het kreeg al snel een slechte reputatie vanwege de giftigheid. Men maakte soms de fout het toe te voegen aan kaarsen, suikergoed of marsepein — such a lovely green spotte de humorist Terry Pratchett — met fatale gevolgen. Als schilderpigment was het minder geschikt wegens een wat gelige kleur en de neiging tot nadonkeren. Net als bij Veronesegroen werden allerlei fantasienamen aan het pigment gegeven, wellicht om te verhullen dat er arsenicum in zat.

## Fabricage en eigenschappen
Het pigment werd gefabriceerd door kopersulfaat en arseen(III)oxide te mengen en op te lossen met kaliumnitraat. Het heeft een geelgroene tint. Het verdonkert door inwerking van waterstofsulfide in de atmosfeer. Het heeft het Colour Index-nummer PG22.

## Toepassing in de schilderkunst
Het gebruik van het pigment is maar bij weinig kunstenaars door modern onderzoek aangetoond. Uitzonderingen zijn onder andere Joseph Mallord William Turner en Édouard Manet. Rond 1900 was het in de meeste landen verboden en werd het ook niet meer in de kunst toegepast. Namen als patentgroen kwamen nog wel in het assortiment voor, maar de verf bestond dan in feite uit een imitatie op basis van pigmenten die geen arseen bevatten, meestal een mengsel van chromaatgeel en vert émeraude.